# Membres de la Société royale du Canada, par ordre alphabétique I
| Nom               | Année | Occupation |
| ----------------- | ----- | ---------- |
| Patrick Imbert    | 2004  |            |
| Ernie Ingles      | 2001  |            |
| Keith Ingold      | 1969  |            |
| Christopher Innes | 1992  |            |
| Brad Inwood       | 1994  |            |
| Edward Irving     | 1973  |            |
| Werner Israel     | 1972  |            |
| Victor Ivrii      | 1998  |            |